# 深渊上的火
《深渊上的火》（英文名：A Fire Upon The Deep）是由美国作家弗诺·文奇所著、于1992年出版的长篇科幻小说，属于太空歌剧类型，包括了超人类智能、外星人、可改变的物理定律、太空战争、爱、背叛、种族屠杀和类似于互联网的通讯媒介。《深渊上的火》赢得了1993年度雨果奖，同年获得雨果奖的还有康妮·威利斯的《末日之书》。
《深渊上的火》的简体中文版于2004年1月由四川科学技术出版社出版，译者为李克勤。
《深渊上的火》的前传《天淵》（英文名：A Deepness in the Sky）于1999年出版英文版，并获得2000年的雨果奖。续集《天空的孩子》（英文名：Children of the Sky）的英文版已于2011年出版。

## 故事概要
位于飞跃界（参见下文的界区设定）的斯特劳姆文明圈派探险队到超限界分析一个史前巨库，无意中激活了巨库中的远古超级智能体“瘟疫”。探险队在毁灭之前设法将对智能体的“反制措施”装入运输船离开。运输船坠毁在飞跃下界的爪族行星上，幸存的人类儿童落入不同支派的爪族之手。包括瘟疫、天人等在内的各方势力有意或无意地追杀或营救运输船，就此展开了宇宙规模级别的博弈和战争。同时，爪族的不同支派在人类的协助下发展科技，激烈斗争。最终，“反制措施”被激活，银河系大部分陷入爬行界，瘟疫和爪族中的邪恶势力灭亡。人类幸存者在爪族行星上与爪族和谐共处。

## 主要概念

### 世界观
弗诺·文奇认为：将时代背景设定在超人剧变之后的现实主义小说要么是超越作家的想象力，要么对现代的读者而言太奇怪，以至于无法体会其中的乐趣。他将超人剧变又称为技术奇异点，并且认为这种剧变是不可避免的。为了回避设定上的困难，弗诺·文奇将奇异点从时间维转向空间维，从而产生了将银河系划分为不同的“界区”（Zones of Thought）的概念。
- 零意识深渊（The Unthinking Depths）位于最底层，包括银河系的银心。在这一区域，最简单的有机体或机械智能都无法运行，或效能低下。太空旅行几乎是不可能的，太空船又大又笨重，仅装备最原始的自动化装置，并配备大量冗余系统。这些空间特性使得对这一区域的探测非常困难。

- 爬行界（The Slow Zone）位于零意识深渊之上，边缘呈不规则形状，并且经常波动。由于物理定律的限制，在爬行界内无法进行超光速飞行和通讯，也不可能存在人类水平之上的智能生物。上界制造的智能化设备在爬行界无法运行，或效能低下。地球位于爬行界下界。

- 飞跃界（The Beyond）是《深渊上的火》绝大部分剧情的发生地。它可以粗略划分为三层：靠近爬行界的飞跃下界（the Bottom）（包括爪族世界）、飞跃中界（the Middle）（包括中转系统和斯坚德拉凯星系）、和靠近超限界的飞跃上界（the Top）（包括斯特劳姆文明圈）。飞跃界中可进行超光速飞行和通讯，通讯的费用高昂，并且通常需要行星大小的收发站阵列。反重力装置、脑机交互界面等多种先进技术也可以在飞跃界实现。从与爬行界交界的边界到与超限界交界的边界，对有机体和机器智能的限制逐步减少。

- 超限界（The Transcend）是被称为“天人”（Powers）的超级智能的居住地。在超限界中，对纳米技术没有任何限制，超光速飞行速度非常快（相对于飞跃界），超光速通讯的带宽很便宜，对有机智能、机器智能以及以上两者的结合没有限制。

书中的角色推测，存在比天人更高的智能体（天人之上的天人）。他们拥有可以扭曲自然属性的科技，对瘟疫的反制措施就是一个典型例子。据推测，银河系的界区划分也是类似科技的产物。小说的后半部分提到，界区逐步向银心降低，估计70亿年之后整个银河系都将处于超限界。

### 星球和种族
- 尼乔拉（Nyjora），位于爬行界上界的行星，人类在进入飞跃界之前的殖民地，飞跃界中所有人类都源自尼乔拉星球。
- 斯坚德拉凯（Sjandra Kei），位于飞跃中界，人类在飞跃界的三个主要聚居行星之一，后遭防卫同盟的舰队袭击毁灭，大部分居民死亡。
- 斯坚德拉凯商务安全公司（Commercial Security at Sjandra Kei），总部位于斯坚德拉凯的私人防务公司，负责斯坚德拉凯星系的防卫，拥有强大的太空舰队。斯坚德拉凯毁灭之后，剩余的舰队（阿丽亚娜舰队）追击防卫同盟的舰队，在范·纽文的要求下以高昂代价击毁了瘟疫舰队中装有爬行界飞行设备的飞船，剩余的飞船和乘员成为星际流浪者。
- 斯特劳姆文明圈（Straumli Realm），由斯坚德拉凯的人类开辟的殖民地，位于飞跃上界，第一批被瘟疫控制的文明世界之一。
- 超限实验室（High Lab），位于超限界下界，斯特拉姆文明圈的探险队为研究史前巨库而建立，后被巨库中隐藏的史前超级智能体“瘟疫”控制，探险队大部分人死亡。
- 安眠星系（Harmonious Repose），位于飞跃下界的星系，居住有包括象牙腿族在内的从爬行界飞升至飞跃界的十几个文明种族。纵横二号在飞抵爪族世界之前到此星球修理。范·纽文和蓝荚在此处遭到异化的树族的袭击，险些丧命。
- 防卫同盟（Alliance for the Defense），自称为飞跃界内斯特劳姆文明圈附近五个帝国群的联合体，在斯特劳姆文明圈毁灭之前没有证明该组织存在的资料。实际上是古老的蝴蝶霸权，出动舰队毁灭了斯坚德拉凯的行星，并且在飞跃下界追杀纵横二号。防卫同盟经常在文明网的新闻组中发帖，坚持认为人类是瘟疫的代理，号召消灭所有人类，每次发帖都以“消灭害虫”（Death to vermin）为结语。
- 瘟疫（the Blight），超限实验室的成员无意中从史前巨库中激活的超级智能体，起源不明。瘟疫的威力深不可测，诞生之后控制或摧毁了很多位于飞跃上界的种族，甚至谋杀了几个天人。瘟疫在上一次被封禁之前为无法记忆树族设计了小车，将他们改造成可控制的智能生物，随时可为他所用。早先被认为是天人二级变种，称为斯特劳姆变种（Straumli Perversion）。在反制措施引发了爬行界-飞跃界界区波动之后下落不明。
- 天人（Powers），居住在超限界的超级智能，其思维和技术能力远远超过飞跃界的种族。飞跃界的种族可以通过飞升成为天人，天人通常不屑于介入飞跃界种族事务，很大程度上类似于人类对野生动物群中雄性头领争斗的无视态度。天人与飞跃界所保持的联系很少超过几年，其中的原因未知，可能是失去了兴趣、死亡、到别处去或飞升到了更加难以理解的界区。天人可以通过控制下界种族的个体，作为其代理来与飞跃界种族交流。
- 弗林尼米集团（Vrinimi Organization），建立并运营中转系统的公司，历史悠久，资金雄厚，为飞跃上界和中界提供信息通讯服务。
- 中转系统（Relay），弗林尼米集团的收发器阵列控制站，位于飞跃中界。拉芙娜·伯格森多是中转系统的实习生。纵横二号在这里接受改装并起航。中转系统在瘟疫发动的旨在消灭老头子的袭击中毁灭。
- 车行树（Skroderiders），原先是非智能生物，数十亿年前瘟疫的前身为他们设计了装载记忆和辅助装置的小车（Skrodes），使得他们可以思考。车行树喜欢在海洋的潮水中受冲刷，擅长星际之间的商业贸易，固守本族的传统和外形数亿年不变。由于小车的缘故，可以被瘟疫在瞬间内控制。
- 爪族（the Tines），爪族行星上的共生体智慧生物，每个共生体由三个到多个的类似于狗的“组件”组成，组件之间通过互相之间的高频声音来思想，形成自我意识。单个的组件没有自我意识，甚至无法存活；三个组件可以产生人类儿童级别的智能；四个至六个左右的组件则，从而形成智能度很高的自我意识，共生体的名字由各个组件的名字组成；拥有更大数目组件的共生体则无法保持自我意识，智商低下。各个共生体之间必须保持一定的距离，否则自我意识会混淆。爪族的科技相当于中世纪人类的水平，个体擅长模仿人类的说话。
  - 剔割主义者（Flenserist），剜刀发起并领导的爪族势力，通过组装实验来强化共生体，具有侵略性。

### 主要角色
- 约翰娜·奥尔森多（Johanna Olsndot），杰弗里的姐姐，超限实验室的幸存者之一，飞船降落爪族星球后遭到铁先生军队袭击，受伤被俘，随后被行脚和写写画画营救至木女王的领地。木女王一方通过她的数据机学习人类的语言，并学习人类的科技。她参加了木女王对剔割运动的远征，险些被维恩戴西欧斯刺杀，最后与范·纽文等人会合。
- 杰弗里·奥尔森多（Jefric Olsndot），约翰娜的弟弟，超限实验室的幸存者之一，飞船降落后被铁先生俘获。由于警卫的错误，与阿姆迪勒拉尼法尼关在一起，并和阿姆迪勒拉尼法尼成为了好友。铁先生利用杰弗里发出求救信号，并骗取科技支援。在木女王对飞船山城堡的围攻战中，铁先生的阴谋败露，杰弗里和阿姆迪勒拉尼法尼从地道逃出城堡，蓝荚舍身救了他们。
- 拉芙娜·伯格森多（Ravna Bergsndot），出生于斯坚德拉凯，中转系统的实习生兼唯一的人类，纵横二号的乘员之一，受人类尼乔拉星球时代的童话影响很大，爱范·纽文。
- 范·纽文（Pham Nuwen），出生于爬行界的人类殖民星球堪培拉，曾经在爬行界的人类商贸组织清河舰队摸爬滚打多年。所乘飞船失事后残骸被弗林尼米集团获得，老头子修复了他，并将他用作自己的代理人。老头子被瘟疫谋杀后，其天人人格和记忆的一部分寄生于范·纽文体内，称为天人裂体。为人冷静、冷酷、果断，由于体内存在天人裂体，会发生意识不清精神恍惚的情形。在抵达爪族行星后，他与反制措施连接，启动大规模界区波动消灭瘟疫，随后因天人裂体消亡而去世。
- 老头子（Old One），天人的一员，名字是因为与弗林尼米集团保持了大约十几年的接触，在天人中是相当长的时间。制造了范·纽文作为自己的代理人，为了查找瘟疫的数据而大量占用中转系统的计算机资源。在瘟疫对中转系统的袭击中死亡，死亡之前传话给拉芙娜等人要他们逃离。其人格的一部分作为天人裂体寄生在范·纽文体内。在启动反制措施后死去。
- 蓝荚（Blueshell），车行树，绿茎的伴侣，有200多年经验的飞跃界行商，纵横二号的拥有者，口齿伶俐。在安眠星系的树族袭击之后受到范·纽文的猜疑和排挤，抵达爪族世界后，为保护杰弗里和阿姆迪勒拉尼法尼而被烧死。
- 绿茎（Greenstalk），车行树，蓝荚的伴侣，性格倔强诚实。在安眠星系被同族人同化控制，参与对范·纽文和蓝荚的伏击。战斗中。范·纽文将她的小车击毁。蓝荚稍后为她制作了一辆简化的小车。反制措施启动后，她滞留在爪族世界，选择了一个小岛的海滩作为家园。
- 行脚·威克乌阿拉克疤瘌（Peregrine Wickwrackscar），爪族成员，由四个组件组成，原名行脚·威克乌阿拉克罗姆，浪游者，喜欢冒险和探索新世界。在铁先生伏击运输船的战斗后尝试夺取约翰娜，失去了组件罗姆，而加入了组件疤瘌。由于疤瘌曾经是杀死约翰娜父母的军官的一个组件，而遭约翰娜敌视。后来多次舍身营救约翰娜，并为约翰娜所信任。与木女王是情侣关系，并育有四个后代。
- 写写画画·贾奎拉玛弗安（Scriber Jaqueramaphan），爪族成员，由六个组件组成。早先是长湖共和国的富商之子，头脑迟钝单纯，喜欢异想天开。在铁先生伏击运输船的战斗后与行脚一起夺取约翰娜。曾为约翰娜讨厌，后全部组件被维恩戴西欧斯的手下杀死。他死后，约翰娜非常怀念和后悔，并称写写画画是她的第一个爪族朋友。
- 铁先生（Steel），爪族成员，由剜刀组装的实验型共生体，冷酷无情，诡计多端。在剜刀离开之后独掌剔割运动的大权，派兵伏击了降落的人类飞船。俘获杰弗里后，哄骗他求救并骗取拉芙娜的技术支持，从而制造火炮和通讯设备，图谋伏击降落的纵横二号。在木女王对飞船山城堡的围攻战中，试图引爆城堡内的炸药，两个组件被剜刀·泰娜瑟克特杀死，其余的成为弱智。
- 剜刀（Flenser），爪族成员，由六个组件组成，木女王的后裔之一，剔割运动的发起者和领导，主持了多年的组件组合实验，并制造了铁先生。在本书剧情之前出发颠覆邻国未果，遭暴民袭击，情急之中他下令将自己的组件分成三组，装入三个支持者共生体中逃跑，但除了泰娜瑟克特身上的两个组件外，其余的组件都没逃出。
- 泰娜瑟克特（Tyrathect），爪族成员，原长湖共和国的剔割主义者，教师，由五个组件组成，其中两个是剜刀的组件。她原先的人格与剜刀的人格不停地争夺自我意识控制权。后期穿戴上根据拉芙娜提供的技术制作的无线电斗篷，各个组件可以分散到不同的地区活动。在围攻战最后杀死了铁先生的两个组件，并组织撤退。稍后与木女王谈判并达成和平协议。
- 阿姆迪勒拉尼法尼（Amdiranifani），爪族成员，铁先生制造的试验共生体，由8个组件组成，在数学方面很有天赋，幼稚并无条件相信铁先生，和杰弗里是好友。
- 木女王（Woodcarver），爪族成员，木城的领导者，爪族世界上保持自我意识最长的共生体，后裔散布全世界。领导了对剔割主义者的围攻战。由于近亲繁殖导致体质下降，寿命已尽不长。
- 维恩戴西欧斯（Vendacious），爪族成员，木女王的后裔，木女王内阁中负责安全和情报工作的共生体，实际上是铁先生的间谍，围城战之前试图刺杀约翰娜而暴露，随后背叛了铁先生，以求不死。

### 科技
- 反制措施（the Countermeasure），超限实验室成员在巨库中发现的对瘟疫的特效代码，为某种超限界机器，据推测可能是天人至上的天人所造，外形是霉菌，会发光，启动之后导致爬行界边界大范围上升，淹没大片飞跃界，从而消灭瘟疫。
- 文明网（Known Net），类似于因特网的超光速通讯网络，由无数节点和网关组成，中转系统是其中的一个数据处理和交换中心。由于网上流传的消息真假难辨，众说纷纭，又有“百万谣言网”（The Net of a Million Lies）之称。
- 新闻组（newsgroup），类似于新闻组的信息发布系统，各个文明和组织都通过其发布和接受各种信息。
- 纵横二号（Out of Band II），拉芙娜、范·纽文、蓝荚和绿茎搭乘的太空船，原为蓝荚和绿茎的商船，在中转系统接受了改装，加装适用于飞跃下界和爬行界的航行设备。反制措施启动后滞留在爪族世界上。

### 斯堪的纳维亚的影响
莱森纳尔号太空战舰（英文名：Lynsnar）在挪威语和丹麦语中意为“疾如闪电”。阿尼（Arne）是斯堪的纳维亚常见的男性姓名。大多数人类的姓都带有-sndot后缀，这是常见的斯堪的纳维亚人的-son（或-sen）和-dottir姓的混合。这种姓的形式可能是在进入飞跃界之前，位于爬行界的人类殖民星球尼乔拉（Nyjora）的“公主时代”期间发展出来的。“尼乔拉”（Nyjora）类似于挪威语中的Nyjorda，意为“新地球”。
斯特劳姆文明圈（Straumli Realm）的语言萨姆诺什克语（Samnorsk）是在1917至1966年期间尝试统一新挪威语（Nynorsk）和书面挪威语（Bokmål）的人造语言的名称。文奇在英文版的序言中记叙了他1988年到挪威的旅行，他访问了首都奥斯陆和特罗姆瑟，特罗姆瑟是位于北极圈内的大学城，在当年召开了计算机科学方面的会议。
本书中另一处斯堪的纳维亚的影响是阿丽亚娜（Aniara），出自瑞典作家哈里·马丁松的同名诗，同时根据英文版序言，也是在奥斯陆接待了文奇的科幻俱乐部的名称。

## 相关作品
弗诺·文奇关于界区的概念第一次出现在1988年出版的短篇小说《呱啦啦》（英文名：The Blabber）中，该小说的剧情发生在《深渊上的火》剧情之后的数百至数千年。
出版于1999年的《天淵》是《深渊上的火》的前传，剧情发生地是《深渊上的火》故事之前2万年，处于爬行界深处的地球文明。此书以范·纽文的冒险故事为主线。弗诺·文奇撰写的《深渊上的火》的续集《天空的孩子们》（英文名：Children of the Sky），剧情设定在《深渊上的火》剧情之后十年左右。《天空的孩子们》英文版已经在2011年10月出版。
文奇的前妻琼·文奇也撰写了一些与界区宇宙有关的小说，包括The Outcasts of Heaven Belt、Legacy和即将出版的以范·纽文为主角的作品。

## 获奖情况
- 1993年雨果奖最佳长篇小说，同时获得雨果奖的还有康妮·威利斯的《末日之书》[1]；
- 1992年星云奖最佳长篇小说提名[3]；
- 1993年卢卡斯奖最佳科幻小说提名[1]；
- 1993年约翰·坎贝尔纪念奖提名[1]。